# Стёдварфьордюр
Стёдварфьордюр (исл. Stöðvarfjörður) — деревня на востоке Исландии. Входит в состав общины Фьярдабиггд. Находится на одноимённом фьорде. Население по состоянию на 1 января 2011 года население составляет 203 человека, что меньше на 89 человек по сравнению с 1998 годом.
Благодаря красивой природе населённый пункт часто посещается туристами. Здесь имеется несколько гостевых домов, а также ныне недействующая лютеранская церковь и музей.

## Известные жители и уроженцы
- Ивар Ингимарссон — исландский футболист